# Libera nos a malo (film)
Libera nos a malo è un film documentario del 2008, diretto da Fulvio Wetzl.

## Trama
L'opera ripercorre una serie di misteriosi omicidi e sparizioni in Basilicata, una regione poco nominata e, comunemente, considerata immune al grande crimine organizzato. Il quadro che ne viene fuori è quello di una regione che è stata infiltrata dalle mafie circostanti ('Ndrangheta, Camorra e Sacra Corona Unita), dalle quali hanno avuto origine organizzazioni locali che operano sul territorio, in particolare i Basilischi. Una regione però che, grazie anche all'impegno dell'associazione Libera e alla caparbietà dei familiari delle vittime, si rifiuta di far calare il silenzio.
Con le interviste a Don Marcello Cozzi, responsabile di Libera Basilicata, all'ex sindaco di Nemoli Gerardo Melchionda e al giornalista del Quotidiano della Basilicata Fabio Amendolara si analizzano numerosi casi irrisolti. Si apre con i coniugi Pinuccio Gianfredi, ritenuto affiliato al clan di Renato Martorano, e Patrizia Santarsiero, freddati nella loro automobile da due persone a volto coperto, al parco Aurora di Potenza la sera del 29 aprile 1997. Si prosegue con la vicenda di Maria Antonietta Flora, insegnante di Lagonegro, scomparsa e mai più ritrovata nel 1984; la sua vettura, macchiata di sangue, venne scoperta in una piazzola di sosta sulla Salerno-Reggio Calabria. La sua sparizione sarebbe collegata alla figura dell'imprenditore Domenico Di Lascio, con cui aveva una relazione, ucciso a colpi di pistola nel suo ufficio vicino al Lago Sirino cinque anni dopo. Di questo omicidio non si conoscono il movente, i sicari ed eventuali mandanti.
Si narra della scomparsa di Elisa Claps nel 1993 a Potenza (i suoi resti verranno ritrovati nel 2010), raccontata dal fratello Ermenegildo e dalla madre Filomena. Altro caso insoluto è quello del camionista Vincenzo De Mare, ucciso a Scanzano Ionico nel 1993, probabilmente perché si rifiutò di trasportare rifiuti tossici. Il 23 marzo 1988 avvenne la morte, per folgorazione nella vasca da bagno, di Luca Orioli e Marirosa Andreotta, detti "i fidanzatini di Policoro"; attraverso la rievocazione della madre del ragazzo, Olimpia Fuina Orioli, si evincerebbe come l'incidente sia stato un duplice omicidio, poiché i giovani sarebbero stati a conoscenza, secondo Don Marcello, di trame oscure. Si conclude con l'assassinio dell'avvocato Francesco Lanera di Melfi nel 2003, mentre si trovava nel suo studio.
Nel documentario compaiono anche stralci di interventi di Marco Travaglio e Don Luigi Ciotti, invitati a due manifestazioni sulla legalità tenutesi al teatro Don Bosco di Potenza.